# 蕭文乾
蕭文乾（Wen Hsiao，1974年9月27日—）是中華民國臺北市出身的教育家、翻譯家及政治人物，現任臺灣雙母語研究學會理事長、臺灣雙母語學殿創辦人；曾任陳水扁前總統口譯、國立臺灣師範大學英語系兼任講師、偏鄉小學教師。
蕭文乾主張臺灣現行英文教育缺少於美英加澳等國家施行之教學方式 SoR（Science of Reading）中五個階段的第一階 PA（Phonemic Awareness 「音素覺察」，亦稱音素意識或音素覺識），這樣的落差造成許多臺灣學生在學習階段放棄英文，因而長期在臺灣推動PA及SoR的教學。

## 早年
父親蕭燐洪來自高雄美濃，為臺灣雙語無法黨臺南市第五選區2024年立委候選人；母親來自臺北大稻埕。因為父親工作關係，童年與求學時期幾乎在奔走於臺美兩地間度過（小學一三五年級在臺灣，二四六年級在美國；國中返臺就讀大直國中；高中時期在美國，參加過辯論校隊，亦曾任當地報紙專欄作者）。
大學時期，原先於美國讀電機系，而後返臺攻讀臺大外文系；畢業後後考取臺師大翻譯所口譯組。最高學歷為北京清華大學外文系翻譯博士，專攻莎士比亞《哈姆雷特》（蕭譯作「憾母勒」，有遺憾母后的貝勒爺之意）中譯史。

## 教育理念
美國在1990年代意識到高比例學童有閱讀障礙，為了找出解決方法，於1997年成立「國家閱讀委員會」（National Reading Panel, NRP），進行科學研究和學理探討，其後的研究成果指向閱讀能力的培養分成五個階段（爾後發展為「閱讀金字塔 Reading Pyramid」，亦稱「科學閱讀 SoR（Science of Reading）」）：
- 一、Phonemic Awareness 音素覺察
- 二、Phonics 自然拼讀
- 三、Fluency 流暢準確
- 四、Vocabulary 單字識別
- 五、Reading comprehension 文意理解

而第一階段的發展是影響孩童往後閱讀能力最主要的原因。
蕭文乾認為臺灣的英文教育跳過第一階段，直接教導學童 Phonics，是導致許多學童放棄學習英文的原因，因此2020年，他成立臺灣雙語無法黨及臺灣雙母語研究學會，依據美國的「科學閱讀 Science of Reading,SoR」研發「雙母語教學系統」，以及結合中文音素（注音符號代表的聲音）和英語音素而成的《臺灣雙語注音符號》，在臺灣推廣第一階段「音素覺察 Phonemic Awareness,PA」。

## 政治主張
2020年1月19日創立臺灣雙語無法黨，並擔任黨主席。2024年代表該黨參加2024年中華民國立法委員選舉，競選全國不分區立委。其臺灣雙語無法黨投入2024年的立委選舉，提出三項政見，並表示目標達成後即解散該黨  ：
- 一、與美加英澳的英文教育政策同步，採用SoR科學閱讀學習法。
- 二、使SoR內的第1步「PA」納入課綱。
- 三、透過立法程序，讓《臺灣雙語注音符號表》進入體制，作為落實PA的關鍵第一步。

## 著作
- 《憾母勒‧Hamlet》（臺北：實似文化事業有限公司，2022），ISBN 978-626-95504-0-1
- 開發《雙母語字典6000字：從PA到phonics》（與坊間英漢字典不同，以重音節母音排列）（臺北：臺灣雙母語學殿股份有限公司，2023），ISBN 978-626-95791-5-0
- 《莎籟集—莎士比亞十四行詩七言全譯本》
- 英譯《花若離枝》、《City of Stars》、《天黑黑》、《四月望雨》等數十首國語、臺語歌詞。